# Nicolas Parent
Nicolas Parent (Hoei, 9 juni 1982) is een Belgisch politicus voor Ecolo.

## Biografie
Parent behaalde het diploma van geaggregeerde in de geschiedenis aan de Universiteit van Luik. Tijdens zijn studies schreef hij als journalist artikels voor de kranten La Meuse en La Libre Belgique-Gazette de Liège. In dezelfde periode werd hij in 2005 ondervoorzitter van B Plus-afdeling aan de Universiteit van Luik, een drukkingsgroep die onder meer ijvert voor de invoering van een federale kieskring en opkomt voor de eenheid van België. 
Van 2006 tot 2009 was hij leerkracht geschiedenis aan verschillende scholen in de provincie Luik. In augustus 2009 zette hij de stap naar de politiek en werd hij persattaché bij de partij Ecolo, waar hij de federale materies opvolgde. Parent bleef dit tot in oktober 2015 en werd daarna kabinetsattaché van Patricia Grandchamps, schepen van Onderwijs en Ecologische Transitie in Namen. Vervolgens was hij van september 2019 tot september 2020 woordvoerder en communicatieverantwoordelijke van Bénédicte Linard, minister van Cultuur in de Franse Gemeenschapsregering.
Parent kwam eveneens verschillende malen op bij parlementsverkiezingen en werd uiteindelijk in oktober 2020 lid van de Kamer van volksvertegenwoordigers voor de kieskring Luik. Hij zetelde er in opvolging van Sarah Schlitz, die als staatssecretaris was toegetreden tot de regering-De Croo. Als parlementslid legde hij zich toe op mobiliteit, overheidsbedrijven als Bpost, grensoverschrijdende samenwerking, wetenschapsbeleid en federale culturele instellingen.
In april 2023 liep zijn mandaat in de Kamer af, toen Schlitz na haar ontslag als staatssecretaris haar functie als volksvertegenwoordiger weer opnam. Vervolgens werd Parent woordvoerder en communicatieverantwoordelijke op het kabinet van Marie-Colline Leroy, die Schlitz was opgevolgd als staatssecretaris voor Gelijke Kansen.
Van 2012 tot 2021 was Parent eveneens gemeenteraadslid van Wanze. In september 2021 nam hij ontslag als gemeenteraadslid nadat hij door zijn partij werd gedwongen om een keuze te maken tussen deze functie en die van Kamerlid.